# Łukasz Janoszka
Łukasz Janoszka, né le 18 mars 1987 à Bytom, est un footballeur professionnel polonais. Il joue actuellement au poste d'attaquant au Ruch Chorzów.

## Palmarès
- Champion de Pologne de D2 : 2007
- Finaliste de la Coupe de Pologne : 2009, 2012